# Hans von Sparneck (Amtmann)

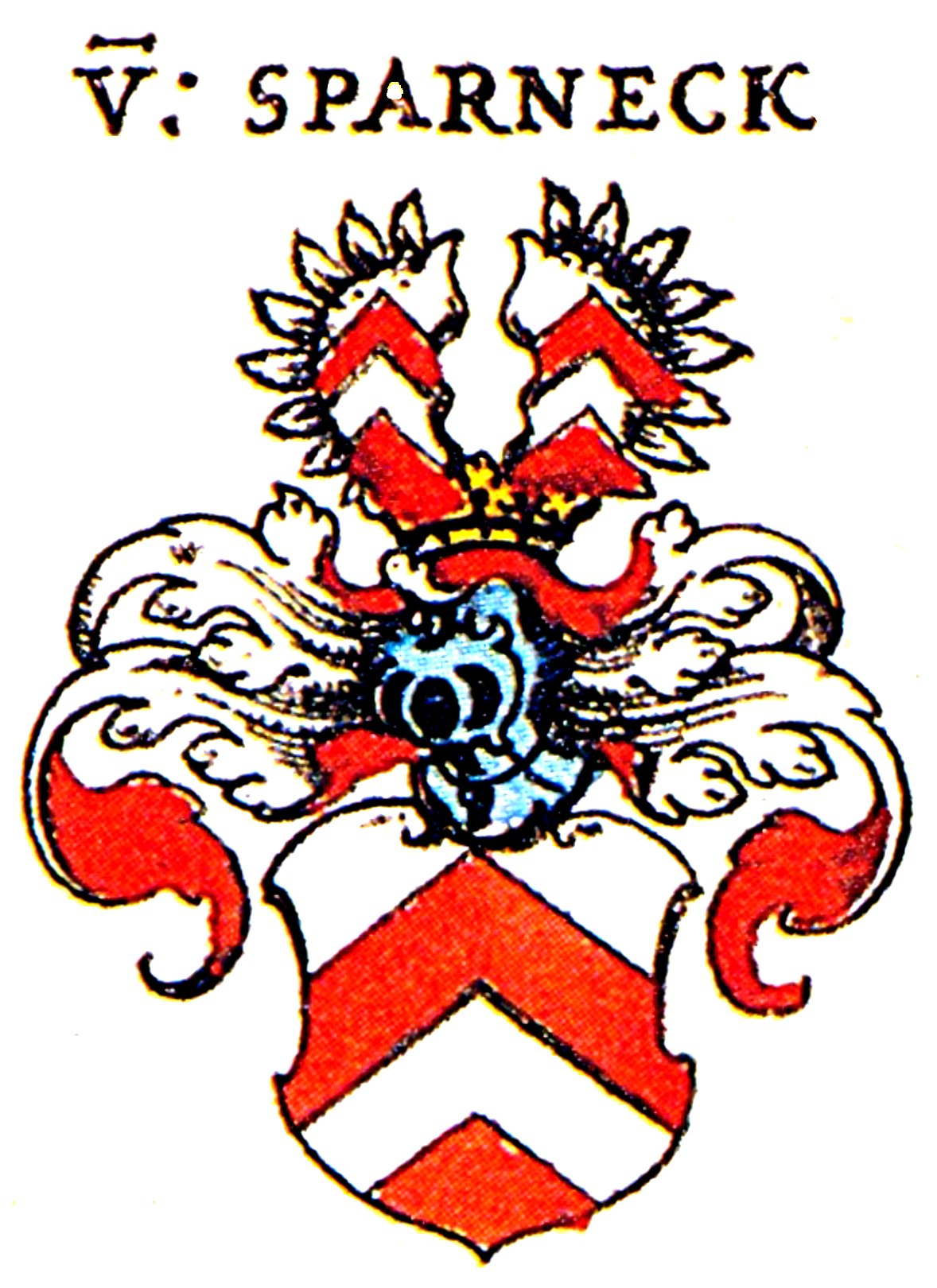
Familienwappen derer von Sparneck nach Siebmachers Wappenbuch

Hans von Sparneck (* um 1380; † zwischen 1430 und 1440) war Ritter und Amtmann in Münchberg. Er ist außerdem als Reichsschultheiß von Nürnberg belegt.

## Familie von Sparneck
Er stammte aus dem Adelsgeschlecht derer von Sparneck, das unter anderem in Weißdorf ansässig war und dort das Wasserschloss besaß. Er war der Sohn von Hans von Sparneck, Hofmeister des Burggrafen Friedrich von Nürnberg.
Seine Frau war Anna Förtsch zu Weißdorf und Poppenreuth, die Kinder hießen Arnold, Hans und Else. Else war mit Konrad von Lüchau verheiratet. 1438 überfiel sein Sohn Hans mit einem Teil seiner Freunde und Bekannten den Ritter Heinrich von Witzleben, um Selbstjustiz zu üben. Nur mit Mühe gelang diesem die Flucht.
Als Glieder der Weißdorfer Linie des Sparnecker Geschlechts waren Hans und sein Sohn Arnold auch im Besitz von Schloss Libá in Libá (Liebenstein). Hans verkaufte es am 22. Juli 1426 der Familie von Zedtwitz.

## Landfriedensbündnis
Am 4. Juni 1422 weilte Hans von Sparneck auf dem Schloss Schleiz, wo ein Landfriedensbündnis zur Sicherung der Landstraßen gegen Räuberei und Plackerei zwischen Kurfürst Friedrich von Brandenburg und den Landgrafen Friedrich der Ältere, Wilhelm und Friedrich der Jüngere von Thüringen abgeschlossen und gegenseitige Hilfe zugesagt wurde. Hans von Sparneck musste sich verpflichten, dafür Sorge zu tragen, dass sich sein Nachfolger in der Funktion des Amtmanns von Münchberg in Weida zum abgeschlossenen Landfriedensbündnis bekannte. Unter den Anwesenden waren weitere Amtmänner wie Caspar von Waldenfels, Conrad von Aufseß, Erhart von Machwitz, Oswalt von Truhendingen, Hans von Seebach und Apel von Vitzthum der Ältere.

## Hussitenkrieg
Am 13. Oktober 1427 klagten mehrere Sparnecker, neben Hans und Arnold auch Mitglieder der Linie Stein, beim Rat von Eger gegen die Familie von Redwitz, die Sparnecker Lehensleute aus Redwitz und Dörflas zum Ungehorsam verleitet haben sollten, so dass kein Wagen für den Hussiten-Kriegszug gestellt werden konnte. Am 25. Januar 1430 waren die Hussiten vor Hof. Hauptmann war dort Caspar von Waldenfels. Nach der Eroberung von Plauen formierte der Markgraf dort den Widerstand, unter anderem mit Hans von Kotzau und etwa 80 Reitern. Hans von Sparneck trat den Hussiten als Botschafter und Unterhändler Friedrichs entgegen. In den Kampfhandlungen verlor sein Sohn Arnold sein Pferd und bekam dafür Ersatz.